# Gaidropsarus macrophthalmus
Gaidropsarus macrophthalmus is een  straalvinnige vissensoort uit de familie van kwabalen (Lotidae). De wetenschappelijke naam van de soort is voor het eerst geldig gepubliceerd in 1867 door Günther.
De soort staat op de Rode Lijst van de IUCN als niet bedreigd, beoordelingsjaar 2009.